# Holm of Melby

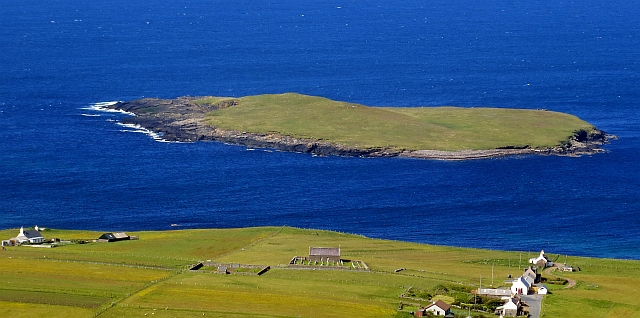
Holm of Melby von Süden, vorne rechts die Ortschaft Melby.

Holm of Melby ist eine unbewohnte Insel im Sound of Papa, einer Meeresstraße, die Mainland, die Hauptinsel der Shetlands, von Papa Stour trennt. Auf Holm of Melby befinden sich drei Cairns, die als Scheduled Monument ausgewiesen sind. Mit Ausnahme zweier kurzer Abschnitte im Norden steht die Küste der Insel, als Teil der SSSI Sandness Coast, unter Naturschutz.